# Emil Kraepelin

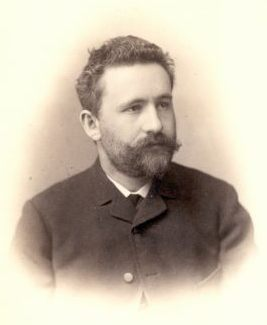
Emil Kraepelin (tussen 1886 en 1891) doceerde psychiatrie in Tartu (Estland), Heidelberg en München

Emil Wilhelm Magnus Georg Kraepelin (Neustrelitz, 15 februari 1856 – München, 7 oktober 1926) was een van de grondleggers van de moderne psychiatrie. Zijn classificatiesysteem voor psychiatrische ziekten diende als grondslag voor het huidige DSM classificatiesysteem. Hij deelde de endogene psychosen in twee hoofdgroepen in: Dementia praecox en het manisch-depressive Irresein. Kraepelin introduceerde in 1910 de term 'ziekte van Alzheimer'. In 1917 stichtte hij een onderzoeksinstituut voor psychiatrie, dat na de tweede wereldoorlog het Max-Planck-Institut für Pychiatrie werd. 
Daarnaast was Kraepelin een van de eerste leerlingen van Wilhelm Wundt, de grondlegger van de experimentele psychologie. Zijn belangrijkste bijdrage aan de psychologie is zijn studie van de droomtaal (die Traumsprache), waarover hij in 1906 in een baanbrekende monografie berichtte. Kraepelin heeft in tientallen jaren honderden voorbeelden van droomtaal verzameld.
In 2005 is de code van Kraepelin's droomtaal gekraakt. De daarbij gebruikte methode is, met kleine aanpassingen, toepasbaar in de klinische- en forensische psychiatrie. Daarnaast kan met de methode de theorie van de taalkundige Roman Jakobson over zijn eigen droomtaal kritisch ondervraagd worden.

## Biografie
Kraepelin werd op 15 februari 1856 geboren in Neustrelitz. Zijn vader was muziekleraar en toneelspeler aan het theater van Neustrelitz. Later legde deze zich toe op voorleesavonden uit het werk van de dichter Fritz Reuter (1810–1874). Emil Kraepelin studeerde geneeskunde in Würzburg en Leipzig, alwaar hij de filosoof en psycholoog Wilhelm Wundt leerde kennen.

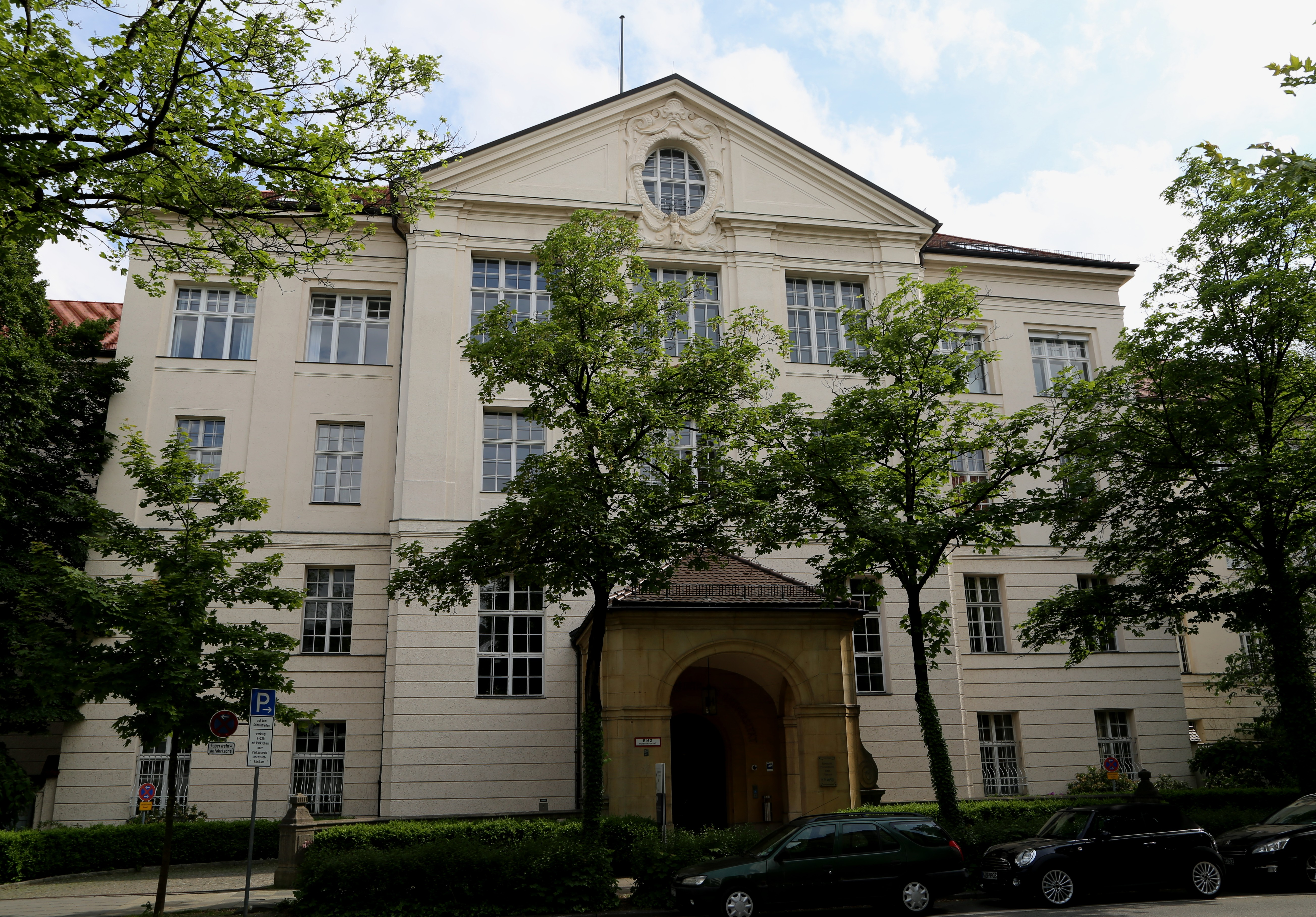
de psychiatrische kliniek in München

Hij werd als opvolger van Auguste Forel in München assistent van professor Bernhard von Gudden. In deze vierjarige periode paste Kraepelin veel van Wundts onderzoekstechnieken toe, zoals associatietesten. In 1882 aanvaarde hij in Leipzig een benoeming tot eerste assistent van Paul Emil Flechsig, die psychiater was, met een speciale interesse voor neuroanatomie en neuropathologie. Zodoende kon Kraepelin in zijn vrije tijd onderzoek doen in het psychologisch laboratorium van Wundt. Lange tijd overwoog hij zich op de psychologie toe te leggen, maar op advies van Wundt besloot hij zich geheel aan de psychiatrie te wijden. Nadat hij in juni 1882 op staande voet ontslagen was door Flechsig, keerde hij terug naar Von Gudden in München. Na enige andere posities bekleed te hebben werd Kraepelin in 1886 benoemd tot professor in de psychiatrie aan de universiteit van Tartu in het huidige Estland. 
Van 1891 tot 1903 was Kraepelin professor in Heidelberg en van 1903 tot 1921 in München. In Heidelberg gaf hij sinds 1895 het tijdschrift Psychologische Arbeiten uit. In dit tijdschrift verschenen voornamelijk experimenteel psychologische artikelen, maar een enkele keer ook een afwijkend artikel. Aldaar besloot Kraepelin in datzelfde jaar om geheelonthouder te worden. Hij werd een belangrijke exponent van de geheelonthoudersbeweging. 
Op basis van zijn langdurig onderzoek en met gebruik van zijn criteria voor verloop, afloop en prognose ontwikkelde hij in Heidelberg het concept van de dementia praecox, de eerste aanzet tot de beschrijving van de schizofrenie.
Begin 1904 bezocht Kraepelin Java om onderzoek te doen naar het voorkomen van psychiatrische ziekten onder de inheemse bevolking. Later, in 1925, deed hij hetzelfde bij de Indianen in Noord-Amerika. Hij werd daarmee een van de grondleggers van de transculturele psychiatrie.  
In 1917 richtte Kraepelin, ondersteund door royale fondsen, in München een onderzoeksinstituut voor de psychiatrie op. Hieraan waren eminente onderzoekers als Franz Nissl en Korbinian Brodmann, die werkten aan de hersentopografie, verbonden. Dit instituut werd later opgenomen in het Kaiser-Wilhelm-Gesellschaft en na de Tweede Wereldoorlog in de Max-Planck-Gesellschaft.
Kraepelin overleed op 7 oktober 1926 in München. Hij had vier dochters, waarvan de oudste, Toni, ook psychiater werd. Tijdens de Tweede Wereldoorlog werkte zij in het streekziekenhuis Günzburg, van waaruit patiënten werden aangemeld voor euthanasie in het euthanasiecentrum Hartheim.

## Het Nazi-verleden van het MPIP duikt op
In februari 2016 werden door een externe commissie in het Historische Archief van het Max Planck Instituut voor Psychiatrie (MPIP) hersenpreparaten van euthanasie-slachtoffers uit het Nazi-verleden van dit instituut aangetroffen. Deze preparaten golden officieel sinds 1990 als begraven. Voor deze zaak werd de chef van het archief, Matthias Weber, verantwoordelijk geacht en deze werd daarom ontslagen. Welke leidinggevende(n) van deze affaire nog meer weet hadden is nooit boven water gekomen. Ook is onduidelijk wat met het geld dat voor de begrafenissen in 1990 was gereserveerd gebeurd is.

## Psychiatrie of psychologie?

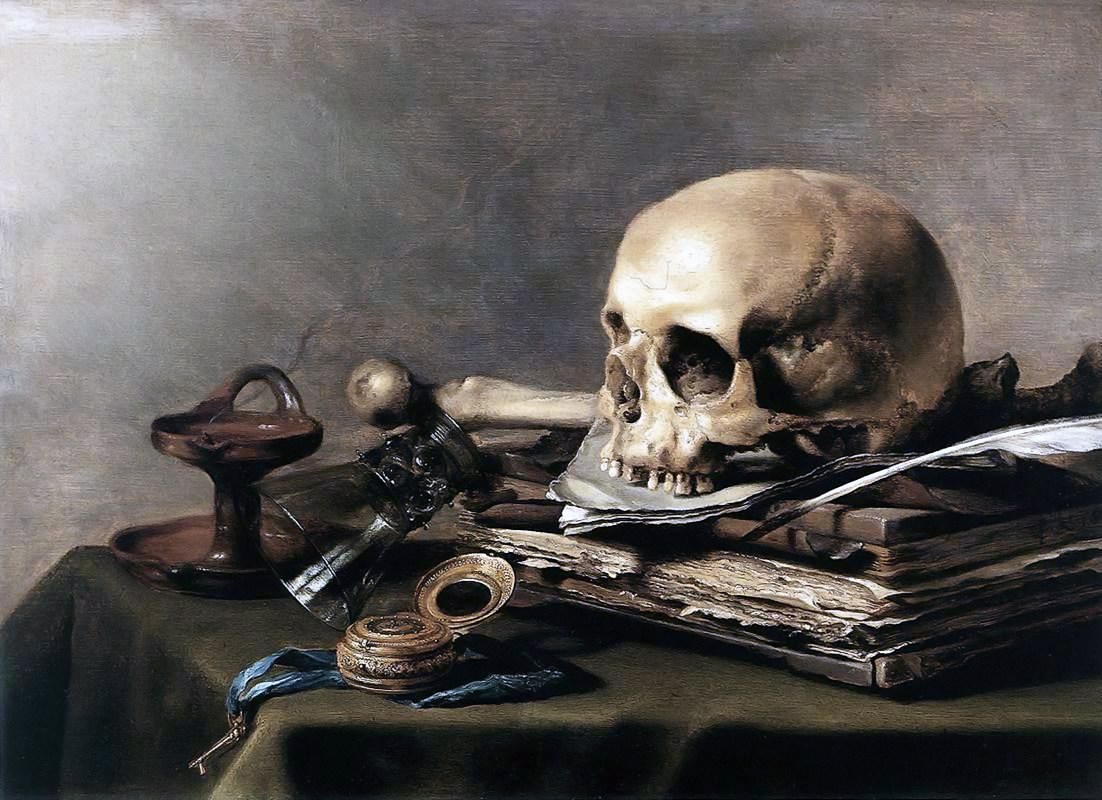
Vanitas, 1630, Pieter Claesz.

Toen Kraepelin in juni 1917 zijn voordracht Hundert Jahre Psychiatrie hield ter gelegenheid van de feestelijke opening van de Deutsche Forschungsanstalt (für Pychiatrie) stond hij op het hoogtepunt van zijn carrière. Daags erna reeds ontving hij van zijn vroegere collega Paul Mayser een brief waarin deze spottend inging op de inhoud van Kraepelin's voordracht. Onder andere vermeldde hij dat Otto Binswanger betere resultaten behaalde dan de academische psychiatrie. Mayser ging ook lang in op een schedel, een bekend symbool van sterfelijkheid, in zijn bezit, die hij Kraepelin cadeau wilde doen.
Ook Kraepelin's twee oudste dochters uitten impliciet kritiek op de voordracht van hun vader, waarin nergens de droomtaal vermeld werd. Zowel Toni als Eva produceerden een voorbeeld van droomtaal in juni 1917. Deze twee voorbeelden werden de aanleiding voor Kraepelin om dit onderwerp vanaf begin 1918 weer op te pakken, nadat hij in de jaren 1907-1917 slechts 20 voorbeelden genoteerd had. Zijn eerste droom van 1918 ging over de reparatie van een fietsband: Toni had in juni 1917 over Kautschuk gedroomd. 
Voor de buitenwereld was Kraepelin de psychiater. Zijn familie wist wel beter. Hij had in 1882 gekozen voor dit vak om een goed inkomen te hebben en een gezin te kunnen stichten, maar zijn hart lag bij de psychologie.

## Systematiek van psychiatrische ziekten
Kraepelin was een van de eerste psychiaters die zich serieus met de systematiek van psychiatrische ziekten bezighield. In zijn werk probeerde hij een synthese te formuleren van de honderden psychische aandoeningen die in de 19e eeuw waren gedefinieerd. Hij groepeerde de ziektebeelden op basis van gemeenschappelijke patronen van symptomen in plaats van op afzonderlijke symptomen, zoals zijn voorgangers hadden gedaan. Hieruit wist Kraepelin een succesvol nieuw systeem van psychiatrische diagnostiek te creëren. Een van zijn uitgangspunten was dat psychische aandoeningen ontstaan door biologische en genetische factoren. Kraepelin was een collega van Alois Alzheimer en in Kraepelins laboratorium werd de pathologische basis ontdekt van wat nu de ziekte van Alzheimer wordt genoemd.
In Tartu kreeg hij de leiding over de universiteitskliniek, waar hij de gelegenheid had zich aan zijn studie te wijden en veel gedetailleerde patiëntenhistories op te stellen. In de classificatie van psychische aandoeningen begon hij het belang te overwegen van het verloop van een ziekte. Tien jaar later maakte hij bekend dat hij een nieuwe manier had ontwikkeld voor het indelen van psychische ziektebeelden. Hij noemde de traditionele manier symptomatisch en zijn eigen methode klinisch.
Kraepelin postuleerde dat aan iedere grote psychische aandoening een hersenziekte of andere biologische ziektebeelden ten grondslag liggen. Hij was ervan overtuigd dat na verloop van tijd de pathologische oorzaak van alle grote psychische aandoeningen ontdekt zou worden.
Een van de kardinale principes van de methode is dat ieder willekeurig symptoom in vrijwel alle aandoeningen kan voorkomen: bijna alle symptomen van de bipolaire stoornis komen bijvoorbeeld ook wel bij schizofrenie voor. Het symptomatische onderscheid in ziektebeelden (in contrast met de onderliggende pathologie) betreft dus niet een bepaald symptoom, maar een specifiek patroon van symptomen. Doordat er geen fysiologische of genetische test is, is het alleen mogelijk ze te onderscheiden aan de hand van deze specifieke symptomenpatronen.
Kraepelin toonde ook specifieke patronen aan in de genetica van patiënten en specifieke en karakteristieke patronen in het verloop en de afloop van de ziekte. Over het algemeen heeft een schizofrene patiënt meer schizofrenen in de familie dan gemiddeld en komen manie en depressie vaker voor bij familieleden van bipolaire patiënten.
Ook rapporteerde Kraepelin een patroon voor het verloop en de afloop van deze condities. Hij geloofde dat de bipolaire stoornis zich uitte in episoden, waartussen de patiënten relatief weinig symptomen vertoonden en dat dementia praecox een doorlopend verval van de geestelijke functies kende. Dementia verwijst naar het onomkeerbare geestelijke verval. Daarom gaf hij de naam dementia praecox aan wat we nu schizofrenie noemen. Later werd duidelijk dat dementia praecox niet noodzakelijk tot geestelijk verval leidt. 
De naam dementia praecox betekent 'vroegtijdige dementie' en werd voor het eerste gebruikt door de Franse psychiater Bénédict Morel (1809–1873). Morel gebruikte de benaming démence précoce voor het eerst voor het ziektebeeld van een erfelijk soort van 'psychologische degeneratie' bij een 14-jarige jongen. Arnold Pick (1851–1924) gebruikte de Latijnse vorm Dementia praeocox in een artikel uit 1891, waarop Kraepelin in 1893 deze term invoerde ten behoeve van zijn nieuwe nosologische systeem waarin hij een groep ziekten met samenhangende symptomen beschreef. De ziekte werd nog een tijd de ziekte van Kraepelin-Morel genoemd. 
In 1908 gaf Eugen Bleuler de ziekte de nieuwe naam schizofrenie, die in feite een variant was van de ziektenaam hebefrenie, letterlijk Jugendirresein. Op het fundament van de hebefrenie was in 1893 de eerste versie van Kraepelins dementia praecox ontstaan. Wat voor zijn tijd als psychose werd aangeduid, werd door Kraepelin in twee onderscheiden groepen ingedeeld:
- Manisch-depressieve stoornis, tegenwoordig gezien als een groep stemmingsstoornissen, waaronder klinische depressie en bipolaire stoornissen.
- Dementia praecox, later door Eugen Bleuler hernoemd tot schizofrenie.

Ook gebruikte Kraepelin als eerste de term paranoia.
Het heeft tot halverwege de twintigste eeuw geduurd voor het werk van Kraepelin evenveel aandacht kreeg als de theorieën van Sigmund Freud (1856-1939), maar zijn benadering speelt tegenwoordig een zeer grote rol in de psychiatrie, die steeds 'biologischer' en 'genetischer' van aard is geworden. Ook in de gebruikte indelingen van het Diagnostic and Statistical Manual of Mental Disorders in het DSM-IV dat de American Psychiatric Association hanteert en het ICD-systeem van de Wereldgezondheidsorganisatie is de hand van Kraepelin nog duidelijk te herkennen, hoewel de exacte categorieën die tegenwoordig worden gebruikt ten dele wel sterk verschillen van de oorspronkelijke van Kraepelin.

## Kritiek op de term 'schizofrenie'
Edward Shorter schrijft in 1998 in Een geschiedenis van de psychiatrie: "De term schizofrenie is waarschijnlijk nogal een ongelukkige geweest. ... Bij schizofrenie wordt niets gespleten. De ziekte wordt gekenmerkt door waanvoorstellingen, hallucinaties en verward denken." In 2009 heeft Jim van Os voorgesteld de schizo-labels af te schaffen. In Japan spreekt men sinds 2002 van een integration-disorder om de term 'schizofrenie' te vermijden.
In april 1908 introduceerde Bleuler het woord 'schizofrenie'. De eerste die met kritiek op de nieuwe naam kwam was Kraepelin. In een droom van mei 1908 verzon hij, spottend, de naam Blirr-Blerr voor psychische Krankheiten, die plötzlich (blitzschnell) hereinbrechen. 
| Blirr-Blerr (droomtaal, mei 1908) | Psychische Krankheiten, die plötzlich (blitzschnell) hereinbrechen. Als besonders prägnante und glückliche Neubildung aufgefasst. Absicht der Frau mitzuteilen deswegen. |

Die psychische ziekten zijn de schizofrenien.
Eenvoudig is in te zien, hoe Kraepelin de Schizophrenien exact, maar merkwaardig, in twee neologismen - schizop en hrenien - van gelijke lengte splitst (Schizophrenie= Spaltungsirresein) en het tweede hrenien via twee vormen herein en Hernie (=breuk) met hereinbrechen verbindt. 
| Spalte 1                 | Spalte 2       |
| Schizop                  | hrenien        |
| Schlitz, ? ?             | herein, Hernie |
| plötzlich (blitzschnell) | hereinbrechen  |

Daarnaast is het eerste neologisme schizop met plötzlich (blitzschnell) verbonden. Duidelijk is dat Schlitz (een synoniem van Spalte) een tussenterm is tussen schizo (=ich spalte)  en Blitz. 
Er ontbreekt dan nog wat: het verband tussen de adjectieven plötzlich en schnell enerzijds en de letter p anderzijds is nog duister. De letter P staat nu in het periodiek systeem der elementen voor 'fosfor', een in oorsprong Oudgrieks woord met de letterlijke betekenis 'lichtdrager'. Van de andere kant kunnen de adjectieven plötzlich en schnell betekenisvol worden samengevat in het adjectief schlagartig. De verbinding met de lichtdrager P komt dan tot stand door het anagram Lich-t-rag-gas (licht-draag-gas) van schlagartig. Daarmee is  het dubbele vraagteken in de tabel verhelderd. 
Over het neologisme Blirr-Blerr geeft Kraepelin zelf slechts een cryptische indicatie in de zinsnede: Als besonders prägnante und glückliche Neubildung aufgefasst. Absicht der Frau mitzuteilen deswegen.
Ook 5 jaar later is Kraepelin in de achtste editie van zijn leerboek psychiatrie uiterst gereserveerd over de term 'schizofrenie': voorlopig wil hij zelf liever nog blijven spreken van dementia praecox. Daarnaast introduceert hij echter eveneens in 1913 het woord 'schizofasie' als substituut voor Sprachverwirrtheit.

## VanBleulers KrankheitnaarBlirr-Blerr

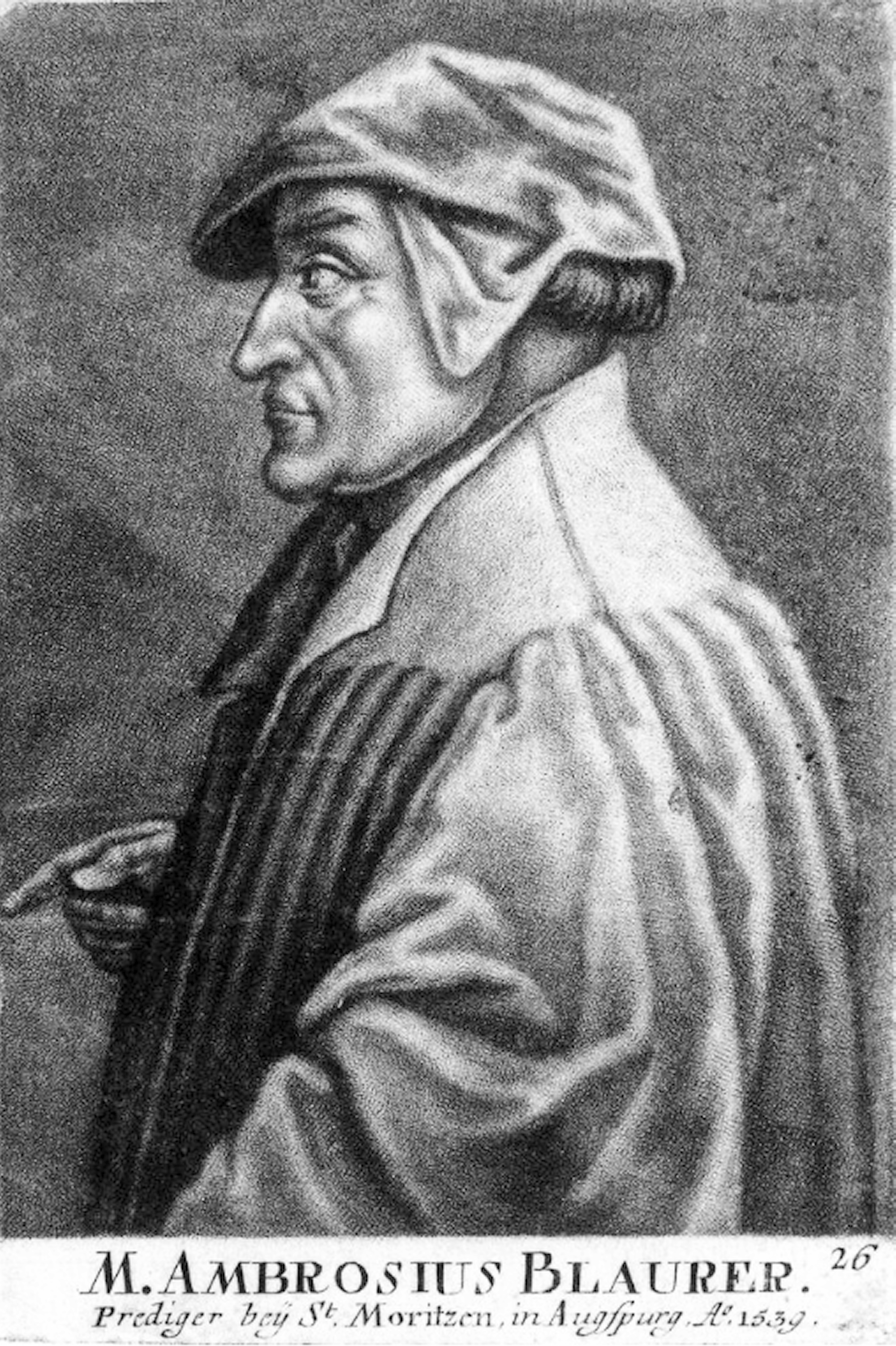
De reformator Ambrosius Blarer of Blaurer, tijdgenoot van Melanchthon

Een alternatieve naam voor 'schizofrenie' is morbus Bleuler, ofwel Bleulers Krankheit. Op die manier benoemt men een ziekte in de neurologie (bijvoorbeeld de ziekte van Parkinson, de ziekte van Huntington, de ziekte van Alzheimer). Destijds gingen onder anderen Kraepelin en Bleuler ervan uit dat achter de verschijnselen snel een fysiologisch substraat of een hersenstoornis ontdekt zou worden, of eventueel een bacterie als veroorzaker, zoals het geval is bij de dementia paralytica.
Opvallend is dat in Kraepelin's neologisme dezelfde medeklinkers, zij het in verschillende frequentie, als in de naam Bleuler voorkomen. Het medeklinkerskelet Bl*rr van Blirr en Blerr treft men aan in de achternaam van de broers Ambrosius en Thomas Blarer. Opvallend is de vormovereenkomst van morbus Bleuler en Ambrosius Blarer. Ambrosius bevat morbus. De verbinding tussen de namen Bleuler en Blarer is eenvoudig te reconstrueren. 
Er bestaat namelijk een Brüllerkrankheit (=bronst) en het Duitse ich brülle is synoniem van het Engelse I blare. Merk verder op dat de naam Bleuler anagram is van bruelle (=brülle) en Kraepelin's associatieproces is helder. Twee vormassociaties bij Blarer, waarbij de Engelse vorm are wordt vervangen door ear respectievelijk aer, zijn nu Blearr (klinkt als Blirr) en Blaerr (klnkt als Blerr). Ook hier toont Kraepelin zijn (bijtende) spot met Bleulers Krankheit.   
De associatie Blirr-Blerr bij Bleulers Krankheit maakt de landelijk en internationaal gedane voorstellen om de term schizofrenie te vervangen door een eponiem als Kraepelin-Bleuler-syndroom of Bleuler-syndroom weinig aantrekkelijk..

## Van de eigennaam Paul Eugen Bleuler naar de ziektenaam 'schizofrenie'
In plaats van een eenvoudige Duitse naam Spaltungsirresein voor de ziekte, heeft Bleuler gekozen voor een Griekse vorm: 'schizofrenie'. Zelf heeft de psychiater hier geen enkele verklaring voor gegeven. Ook refereert hij in dit verband niet aan de al bestaande term 'hebefrenie'. Dankzij Kraepelins droomtaal van mei 1908 kan men echter als hypothese formuleren dat de naam Bleuler - en wellicht ook zijn voornamen - bij de keuze voor de term 'schizofrenie' een rol heeft gespeeld. Het onderzoek van deze hypothese is van belang omdat daaruit zou kunnen blijken dat de term 'schizofrenie' in Bleuler's brein voorafging aan het door hem zo belangrijk geachte 'splitsen', en niet omgekeerd. Het zal duidelijk zijn dat bij zo'n onderzoek de hoogste graad van precisie vereist is.
In de tabel hieronder blijkt dat de eigennaam Paul Eugen Bleuler naar het neologisme Schizophrenzy kan leiden; letterlijk betekent dat 'gespleten waanzin'. Het Engelse frenzy (met als basis het Griekse phren) betekent namelijk 'waanzin'. 
| Paul  | Eugen Bleule  | r |
| pl au | Augen Blauel  | r |
| pl    | Blaualgen     | r |
|       | Schizophyzeen | r |
|       | Schizophrenzy |   |

De tabel is eenvoudig af te leiden door toepassing van linguistische associatiemechanismen en de methode, die ook is gebruikt voor de cryptoanalyse van Kraepelin's droomtaal.

## Droomtaal
Kraepelins interesse in de schizofrenie blijkt ook uit een bijzondere publicatie uit 1906. In 1906 publiceerde hij een monografie met de titel Über Sprachstörungen im Traume (over gestoorde taaluitingen in de droom). Daarin deed hij verslag van meer dan 20 jaar onderzoek naar gestoorde taalproductie in dromen. Met dit onderzoek van de droomtaal, die Traumsprache, hoopte hij meer te weten te komen van de schizofrene wartaal, die veel lastiger te bestuderen is maar die als twee druppels water lijkt op de droomtaal.
Volgens Kraepelin kunnen we de schizofrene wartaal moeilijk bestuderen omdat we niet weten wat de zieke bedoelde te zeggen. De dromer heeft een gestoorde taaluiting en kan bij het wakker worden zich herinneren wat hij bedoelde. De studie van de relatie tussen bedoelde en gestoorde taaluiting wordt dan dus mogelijk. Het resultaat van de studie van de associaties van geïntendeerde en gestoorde taaluiting was tweeledig: een indeling en de constatering van basale stoornissen. 
Kraepelin deelde de gestoorde taaluitingen in drie groepen in:
1. woordvindingsstoornissen: veelvuldig worden dan neologismen geproduceerd.
2. stoornissen in de uitdrukking van gedachten: er is sprake van een paralogie, een danebenreden, er vinden verschuivingen of ontsporingen plaats; er is sprake van een agrammatisme of van telegramstijl.
3. denkstoornissen (een geheel andere gedachte treedt in de plaats).

De 286 voorbeelden van droomtaal (meestal eigen voorbeelden) werden door Kraepelin tot op zekere hoogte geanalyseerd, maar ver kwam hij daarbij niet. Hij beperkte zich tot het laten zien van enkele associatiemechanismen in de droomtoestand. Veelvuldig ontdekte hij klankassociaties.
Kraepelin concludeerde dat twee basale stoornissen de gestoorde taalproductie in dromen verklaren:
1. Een tijdelijk verminderd functioneren van het Wernicke-gebied. Daardoor is de productie van zinloze taaluitingen mogelijk: er vindt geen terugkoppeling en correctie plaats.
2. Een verminderd functioneren van de frontale hersengebieden, waar het abstracte denken gelokaliseerd is. In plaats daarvan komen de zogenaamde Individualvorstellungen, de eigennamen in de ruimste zin, meer aan bod dan de Allgemeinvorstellungen, waartoe o.a. de soortnamen horen.

Kraepelin vergeleek de droomtaal met verschillende vormen van gestoorde taaluitingen (bij alcoholici, bij kinderen, bij verminderde concentratie). Maar zijn hoofdconclusie, die hij in 1920 formuleerde, luidde:
"Das die Traumsprache [...] in allen Einzelheiten der schizophrenen Sprachverwirrtheit entspricht." [Dat de droomtaal in elk detail [...] overeenkomt met de schizofrene taalverwarring.].

### Een voorbeeld

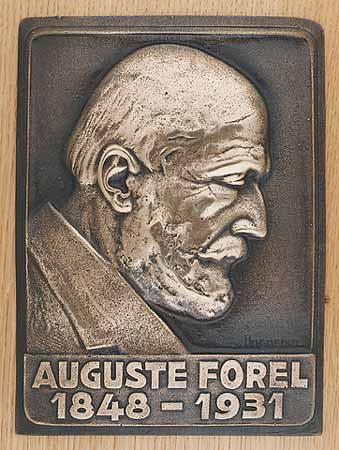
Auguste Forel, een Zwitserse psychiater

Na 1906 continueerde Kraepelin zijn onderzoek naar de droomtaal. Postuum zijn 391 nieuwe voorbeelden van droomtaal uit de periode 1908-1926 gepubliceerd.  In een droom van juli 1919 gebruikt Kraepelin het woord Dampjes voor Raucher (rokers) en zegt erbij dat het Nederlands is. Kraepelin beheerste het Nederlands passief. Het neologisme is eenvoudig te begrijpen met een verwijzing naar 'dampen.' Kraepelin was niet-roker en geheelonthouder. Dit laatste verklaart waarom Dampjes optreedt in de merkwaardige zin: Frielig wurde von den Dampjes nicht wiedergewaehlt (Frielig werd door de Dampjes niet herkozen). 
De naam Frielig klinkt Nederlands, maar het woord Frielig is Zwitserduits voor het Duitse Fruehling (lente). Met Frielig wordt de Zwitserse psychiater Auguste Forel bedoeld, collega van Kraepelin en van 1906 tot 1919 voorzitter van de internationale geheelonthoudersbeweging en dus in het jaar van de droom niet herkozen. De transformatie van de Nederlands klinkende naam Forel in Frielig is via de tussenstap Flora, godin van de lente, tot stand gekomen. De gestoorde taaluiting in de droom gaat over roken in plaats van geheelonthouding: een voorbeeld van een denkstoornis in de droom.
Kraepelin vermeldt nog dat Dampjes een spitsnaam is voor de Volksmassen. Dit verband is lastiger in te zien en vereist een reconstructie van de associatieketen tussen Dampjes en massa's. Het woord Spitzname (spitsnaam) in de droom verwijst naar Kraepelin zelf. Spitz betekent ook kleiner Rausch (roesje) en Rausch luidt in het Grieks κραιπάλη (kraipalè).  Kleiner kan als suffix lein worden toegevoegd aan kraipalè. Zo ontstaat kraipalè-lein als spitsnaam voor Kraepelin, de geheelonthouder.
Sinds 1895 was Kraepelin geheelonthouder en was daarvoor bekend in heel Duitsland. Hij heeft veel publicaties op zijn naam staan over de effecten van alcoholmisbruik op het psychisch functioneren (zie ook Kraepelin, 1983).

## Roman Jakobson contra Kraepelin

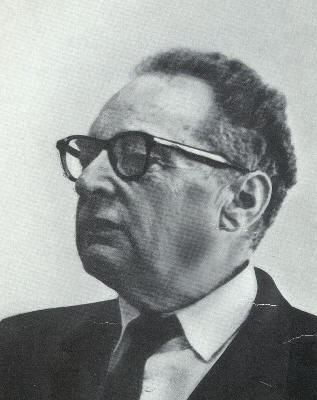
Roman Jakobson

In 1941 heeft de taalkundige Roman Jakobson in Kindersprache, Aphasie und allgemeine Lautgesetze een voorbeeld van droomtaal gepubliceerd, waarmee hij beweert Kraepelin's theorie, dat alleen het Wernicke-gebied gebrekkig functioneert tijdens droomtaalproductie, te kunnen ontkrachten. Volgens hem is in de diepe slaap ook het Broca-gebied aangedaan en zijn niet alle klanken meer beschikbaar in het dromende brein, speciaal de liquidae vallen dan weg. Dit belangrijke voorbeeld wordt niet vermeld in A History of Psycholinguistics door Levelt, wanneer hij Kraepelin's monografie bespreekt. Ook Heynick liet in 1993 na Jakobson's voorbeeld te vermelden.
Jakobson beweert dat in zijn droom het Tsjechische woord zemřel (=gestorben) in seme is getransformeerd omdat de liquidae l en r weggevallen zijn.
Jakobson gaat ervan uit dat seme zonder tussentermen direct uit zemřel is ontstaan en dat seme niets is dan een betekenisloze klankrest. Als er echter een perfect sluitende associatieve keten tussen zemřel en seme bestaat, dan is seme uit een ander woord dan zemřel voortgekomen.
Seme heeft nu diverse betekenissen, onder andere betekent het 'zoon' (son) in het Baskisch. De naam Jakobson eindigt met son. Omdat Jakobson geboren is in Moskou is nog relevant dat son in het Russisch 'droom' betekent. In de droomtaal worden volgens Kraepelin de eigennamen belangrijker. Een alternatieve analyse van Jakobson's droomtaal lijkt daarom mogelijk.
Seme is ook nog onderdeel van het neologisme parsemenie in droom 49 van de monografie; volgens Kraepelin is het Russisch voor einige Wochen. Bovendien wordt paar semaines als uitleg gegeven. Het Russische sem'  voor 'zeven' kan dus een voor de hand liggende associatie bij seme zijn. 

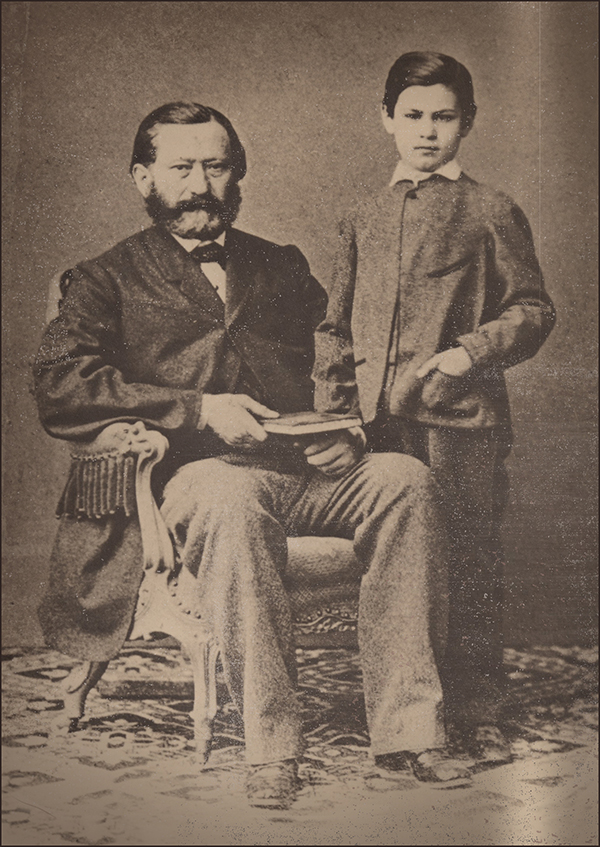
Jakob Freud met zijn zoon Sigmund

Roman Jakobson is op 23 oktober (volgens de Gregoriaanse kalender) 1896 geboren in Moskou. Op die dag is Sigmund Freud's vader Jakob overleden. Een merkwaardige associatie, een zogenaamde idiosyncratische associatie, gestorben - geboren is dan het gevolg. Bovendien volgt uit Jakob - Jakobson het belang van de klank son.

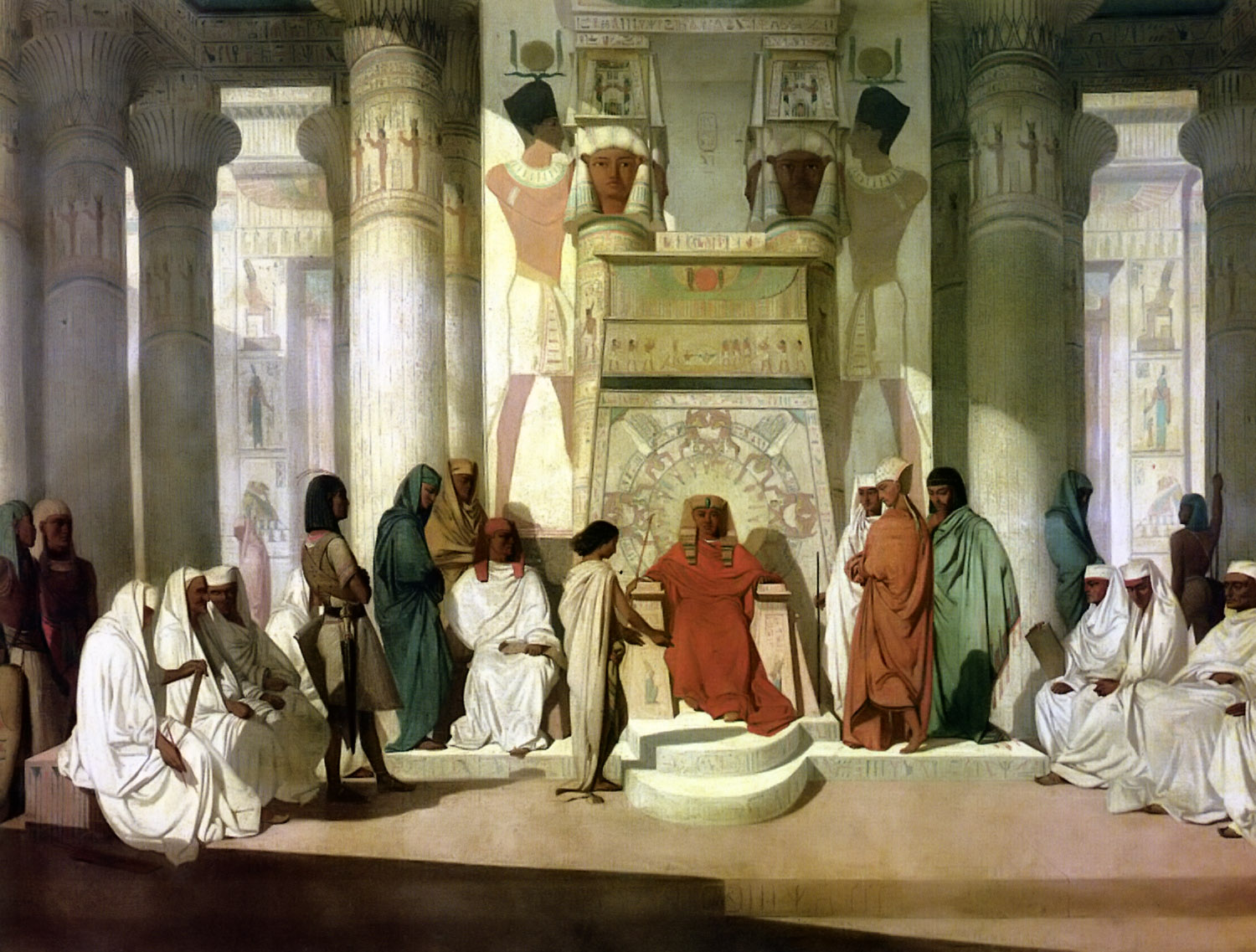
Jozef duidt de droom van de farao. Door Jean-Adrien Guignet.

Jakobson's vader heette Osip (=Jozef), zijn grootvader Abraham. Bijbelse namen, Abraham - Jakob - Jozef herinneren aan de grootvizier en dromenduider Jozef. Door de duiding van dromen over zeven vette en magere koeien en zeven volle en dorre aren als zeven voorspoedige en zeven magere jaren wist hij die positie in Egypte te verwerven.
Het is dan eenvoudig een associatief proces te reconstrueren, als men zich realiseert dat mes in het oud-Egyptisch 'geboren' betekent. Onder andere komt die klank voor in de naam Ramesses (=geboren uit Ra) van de bekende farao. Mes sluit aan bij sem' (7). Daarnaast is het Baskische seme van belang in Jakobson's droom.
Jakobson heeft bij de verklaring van zijn droomtaal een van de twee fundamentele stoornissen tijdens droomtaalproductie over het hoofd gezien: het toenemende belang van eigennamen, hier de naam Jakobson in het bijzonder. Met zijn voorbeeld toont hij niet aan dat het Broca-gebied is aangedaan in zijn droom.

## Een droomtaalvoorbeeld van Toni Kraepelin (NS-psychiatrie)
Kraepelin's oudste dochter heeft acht voorbeelden van droomtaal bijgedragen aan het tweede corpus. Een ervan stamt uit de tweede wereldoorlog: het handgeschreven origineel bevindt zich in het historisch archief van het Max Planck Instituut voor Psychiatrie. Drie neologismen, Allvied, Evidend en Hollabend, die alle drie van Toni een betekenis krijgen (zie =), maken de droomtaal precies analyseerbaar.
| Aus einem althochdeutschen-lyrischen Gedicht: Zukunft: Allvied (= die alles Wissende) Gegenwart: Evidend (= die alles Offenbarende) Vergangenheit: Hollabend (= die alles Begrabende) (Der Anklang an "Holland" als besonders treffende Anspielung auf die jetzt in Holland begrabene deutsche Imperatorenherrlichkeit die der Vergangenheit angehört, empfunden! Am Tage zuvor Zeitungsartikel über "Haus Doorn" gelesen!) |

De keizer, Wilhelm II van Duitsland, stierf in Huis Doorn op 4 juni 1941. Toni stuurde op 1 juli 1941 een drieendertigjarige patiënt A.M., die zij als 'diagnose' unverändert mürrisch (=morrend), abgemagert, unsicher auf den Beinen meegaf, van Günzburg naar  Hartheim, een doodsvonnis. Daarom is de droomtaal van bijzonder belang voor de beoordeling van de rol die Toni in de NS-psychiatrie speelde. 

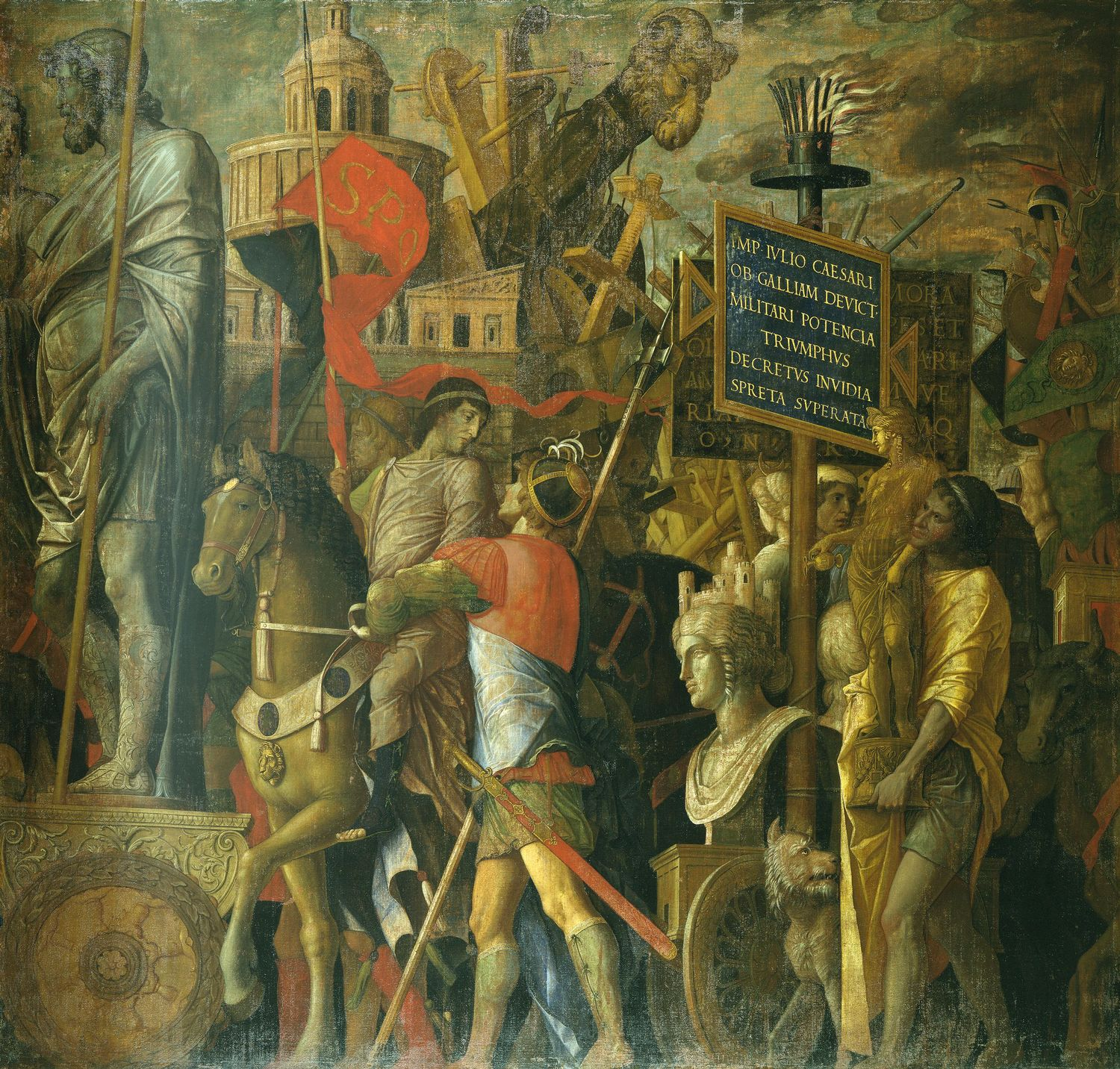
IMP op het vaandel betekent imperator; de tweede regel eindigt met devict

De datum 1 juli verwijst op twee manieren naar Julius Caesar. De eerste dag van de maand heette in de Romeinse Oudheid calendae, waarvan het woord 'kalender' is afgeleid. Caesar introduceerde de Juliaanse kalender. 'Juli' is van Julius afgeleid. 
Het woord 'ímperator' in de droomtaal van Toni komt ook voor in de analyse - het gaat dan om Imperator Julius Caesar en zijn triomftocht - van  een stuk droomtaal van Emil Kraepelin, genoteerd op 5 juni 1908, daags na de pantheonisatie van Émile Zola. Merk op het verschil van exact 33 jaar tussen de pantheonisatie van Zola en de dood van Wilhelm II. Zola stierf enkele jaren eerder, in 1902, ten gevolge van koolstofmonoxidevergiftiging. De 33-jarige patiënt van Toni werd in Hartheim vermoord door middel van kooldstofmonoxidevergiftiging. Zola was volgens de cultuurcriticus Max Nordau, die in 1892 die Entartung publiceerde, een gedegenereerd schrijver. Het was na het verschijnen van Nordau's boek dat Kraepelin in 1893 de Dementia praecox introduceerde in de vierde editie van zijn leerboek der psychiatrie onder de rubriek das Entartungsirresein.
De droomtaal van Emil Kraepelin begint met devicit, dat te traceren is tot een woord devict in een tekst op een vaandel afgebeeld in een schilderij van Andrea Mantegna, in Hampton Court Palace te bezichtigen. De complete droomtaal van 5 juni 1908 luidt devicit cunitere vixta en betekent: Zola naar het Pantheon.
Het Latijn en het Frans zijn van belang bij de analyse (zie tabel) van Allvied, het neologisme dat valt onder Zukunft, dus avenir (Frans), een woord dat het begin van Caesar's veni, vidi, vici bevat. Vied is een Slowaakse woordvorm (genitief meervoud) van veda (wetenschap) en betekent dus 'der wetenschappen'. Slowakije werd in de oorlog door Vojtech Tuka geregeerd, een Nazi, die al aan Hitler's mislukte Bierkellerputsch van 1923 in München had deelgenomen. In 1942 werd de Slovenska Akademia Vied, de Slowaakse Academie der Wetenschappen, opgericht. Het woord slovenska bevat de letters SS en een anagram van Alkoven, de gemeente waarin slot Hartheim ligt. Jana Prokop vraagt zich af of Toni Schmidt-Kraepelin een Anhängerin der NS-Psychiatrie is. De analyse van Toni's droomtaal werpt dezelfde vraag op.
| die | alles   | Wissende |
| all | diese   | sciens   |
| all | ces     | sciens   |
| all | s       | sciences |
|     | Allvied |          |

De drie tijden toekomst, heden, verleden in Toni's droomtaal verwijzen naar de gedichtenverzameling Werden, Sein, Vergehen van haar vader die in 1928 postuum gepubliceerd is bij J.F. Lehmann, een uitgever die Hitler al vroeg financieel ondersteunde en werken over Rassenhygiene uitgaf. De villa van Lehmann werd tijdens de Bierkellerputsch door Rudolf Hess gebruikt voor de gijzeling van leden van de Beierse regering.

## Een nieuwe methode
Kraepelin anlyseerde de droomtaalvoorbeelden na ze te hebben ingedeeld op type associatieproces. Hij had ze ook kunnen behandelen op volgorde van moeilijkheidsgraad, zoals René Descartes dat in zijn Discours de la méthode voorstelt. Maar Kraepelin zegt zelf niet goed raadsels te kunnen oplossen, droom 107 is zo'n voorbeeld waar hij helemaal niet uitkomt en zijn oordeel is dan: willkürlich. Maar ook bij droom 51 zoekt hij niet door terwijl hij toegeeft een verkeerde analyse te presenteren. Dat een methodeparagraaf ontbreekt in zijn monografie, is dan ook weinig verwonderlijk.
Om zijn droomtaal precies te analyseren is een nieuwe methode ontwikkeld, die reconstructie van associatieve processen mogelijk maakt. Daarbij is van drie criteria uitgegaan: 
- context gebruiken (allereerst wordt gezocht in Kraepelin's andere droomtaalvoorbeelden, dan in zijn autobiografie of in zijn brieven of zijn werk).
- precisie (alleen perfect sluitende associaties worden toegelaten; als de context geen uitsluitsel geeft, wordt met lijsten, bijvoorbeeld van synoniemen, gewerkt; een belangrijke bron is hier Wiktionary).
- korte keten (een zo kort mogelijke keten wordt nagestreefd. De keten bestaat uit afwisselend betekenisassociaties[48] en klank/vorm-associaties[49])

Deze methode heeft het mogelijk gemaakt de zogenaamde Kraepelin-code vast te stellen. Deze code hangt af van een sleutel, die ofwel de achternaam Kraepelin ofwel de voornaam Emil is. Vervolgens is deze methode toegepast op een eendere casus (taalproductie in de hypnotische toestand) en op casussen van gestoorde taal in de psychose.

## Relevantie voor de klinische psychiatrie
Kraepelin's stellige uitspraak uit 1920 garandeert in het algemeen toepasbaarheid van de droomtaaltheorie in de klinische psychiatrie. Voor die toepassing is de nieuwe methode nodig: men zoekt naar correspondenties en reconstrueert zo mogelijk associatieve processen.
Elyn Saks
Dat een methode nodig is blijkt uit de ervaringen van de Amerikaanse Elyn R. Saks. In haar autobiografisch boek De geschiedenis van mijn gekte. Leven met schizofrenie (The Center Cannot Hold) beschrijft ze haar psychoses, meestal gepaard gaande met taal- en denkstoornissen. In Oxford is ze in analyse gegaan bij een Kleiniaanse therapeute. In een sessie vertelt ze een droom, waarin ze uit foetussen golfballen maakte. De analytica interpreteert dat Saks baby's wil doden en er een spel van maakt. Ze negeert de schizofasie van Saks en ziet niet dat hier sprake is van droomtaal en dat ze het associatieve proces dat 'foetus' en 'golfbal' verbindt moet reconstrueren. De psychoanalyse eindigt met een zeer pijnlijke scheiding van de analytica. Nadat Saks uit Oxford in de Verenigde Staten terugkeert, volgt vrijwel direct een psychiatrische opname.
In een overigens zeer lovende recensie stelt Anna Swartz, dat het geregeld optredende gedesorganiseerde denkproces (zonder uitleg) van Saks moeilijk te volgen is: My worst criticism of this book is that it suffers from repetitiousness, given the unending cycle of success followed by predictable decompensation that characterizes her life. It's not necessarily that I would want to know less information, but the dialogue rendition of "disorganized thoughts" soon grew tired.
Wanneer Saks tijdens een sessie met een psychoanalyticus/ psychiater in de Verenigde Staten verwarde taal uit, vraagt deze haar om zelf uit te leggen wat ze daarmee bedoelt. De patiënte wordt aan haar lot overgelaten en krijgt zodoende geen grip op haar taal- en denkstoornissen, die zich keer op keer voordoen, waarna steeds weer een nieuw antipsychoticum wordt voorgesteld, uiteindelijk clozapine.
Zebrasedijk
Een Nederlandse patiënt gebruikte een neologisme tijdens het vertellen van een ervaring uit de kindertijd. De vorm van dit woord zebrasedijk kon precies worden vastgesteld omdat alle gesprekken met de patiënt op de band werden opgenomen. Zebrasedijk bleek uit 'zebrapad' en Ooijsedijk te zijn samengesteld. Door de verbindende keten tussen deze twee woorden te reconstrueren, werd duidelijk dat deze verwees naar een zeer ernstige traumatische ervaring uit de kindertijd.

## Relevantie voor de forensische psychiatrie

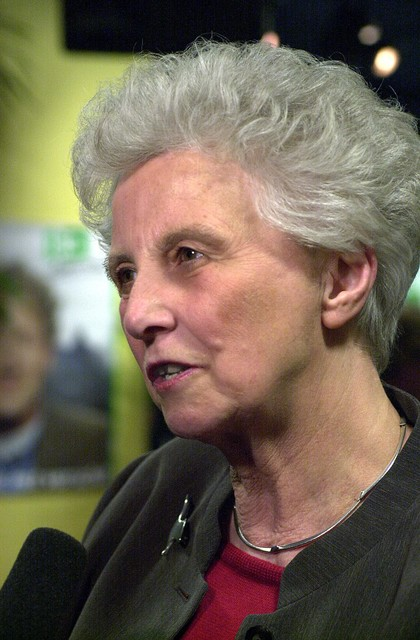
Els Borst in februari 2002

Ook in de forensische psychiatrie bewijst de methode haar nut bij het onderzoek van gestoorde denkprocessen.
Op 8 februari 2014 werd minister van staat Els Borst door 41 steekverwondingen om het leven gebracht. De dader heeft verklaard als zevenjarige tijdens een blinde darmontsteking een opdracht van God te hebben ontvangen, om diegene te vermoorden, die verantwoordelijk was voor de euthanasiewet. Nu begon het euthanasiedebat in Nederland met het geruchtmakende proces tegen Truus Postma op 7 februari 1973 en dat was ten tijde van de moord op Els Borst 41 jaar geleden. Corresponderen nu de 41 steken met 41 jaren? Onderzocht moet dan worden of er een exact passende associatieketen bestaat die de woorden 'steek' en 'jaar' verbindt via afwisselend betekenis- en klank/vormassociaties. De verklaring van de dader, hoe vreemd ook, dient hier als context bij de ketenconstructie.
Het Engelse wiktionary geeft als synoniem bij year (jaar) het Russische god, dat precies klinkt als het Engelse God. Daarmee is al direct een aspect van de context gevonden. Bij het woord 'steek' wordt nu uitgegaan van het Engelse synoniem stab. 'Steek' en stab allitereren, zodat een vormassociatie bij stab de combinatie 'st ab' is, die 'heilige vader' kan betekenen en in de bijbel een benaming voor God is. De keten luidt dus:
steek= stab - st ab = God - god= jaar
De dader kan de verantwoordelijkheid voor zijn daad op God afschuiven: in elke stab steekt God. Anderzijds weet hij dat hij een misdadiger is. Wiktionary geeft bij urka, een Engels leenwoord uit het Russisch, de betekenis common criminal. De uitgang a van Urka duidt in het Russisch ook op een tweede naamval en staat dus voor 'van'.
In het rapport van de commissie Hoekstra over de zaak Bart van U. staat vermeld dat de dader enige tijd in Noorwegen heeft gewoond. Wanneer zijn zus Loïs op 10 januari 2015 thuis komt met eierkoeken van Albert Heijn vermoordt hij ook haar met tientallen messteken. Het woord 'ei' luidt in het Noors egg, maar ditzelfde woord betekent ook: het scherp van het mes. Loïs was de eigenaar (eier in het Noors) van de woning waarin ook haar broer mocht wonen.
Op het belang van associaties in vreemde talen heeft Kraepelin al op pagina 7 van de monografie gewezen.

## Meer over de droomtaal en de schizofasie
- Spaanse Wikipediapagina over de droomtaal met een beschouwing over de schizofrenie van John Forbes Nash (bekend door het boek en de film A Beautiful Mind) en de paranoia van Kurt Gödel
- Franse Wikipediapagina over de droomtaal met een beschouwing over de schizofrenie van de Amerikaanse Elyn Saks
- Kraepelin over de Signorelli parapraxis van Freud
- Het debat tussen Fromkin en Chaika over de schizofasie